# Leif Ragnar Dietrichson

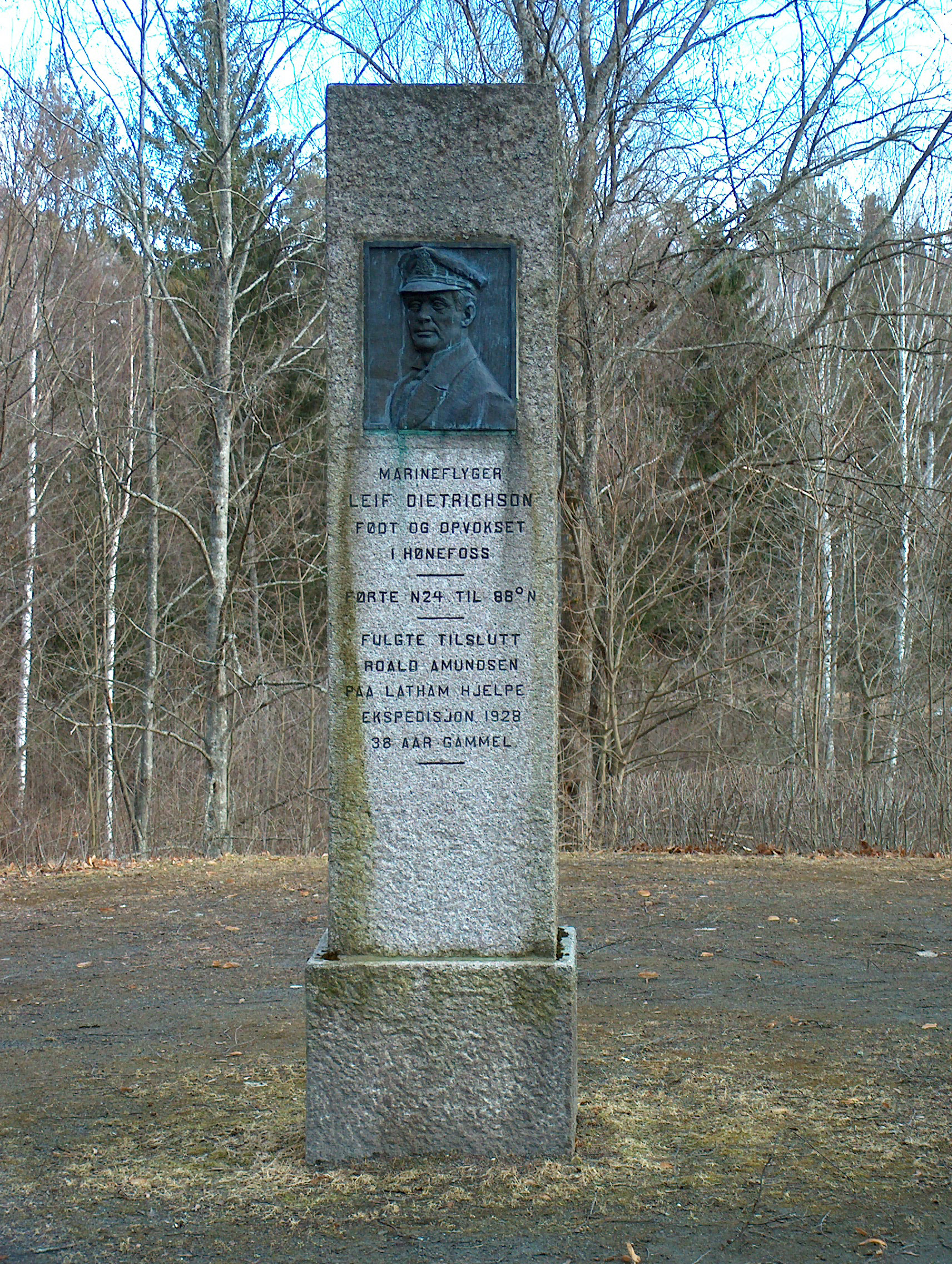
Leif Ragnar Dietrichsons bauta i Søndre park, Hønefoss

Leif Ragnar Dietrichson född 1890 död 18 juni 1928 vid Bjørnøya, var en norsk flygpionjär.
Dietrichson deltog som pilot på flygbåten Dornier Wal N-24 vid Roald Amundsen och Lincoln Ellsworths polarexpeditionen 1925. Med på flygbåten vid starten från Ny-Ålesund på Svalbard 21 maj 1926 var navigatören Ellsworth och mekanikern Oskar Omdal. Efter cirka åtta timmars flygning bestämde Amundsen och Riiser-Larsen i den andra flygbåten att man skulle landa för att utföra en exakt positionsbestämning. Dietrichson följde efter Riiser-Larsen och landade ett par kilometer därifrån, först efter några dagar hittade man varandra. Flygbåten skadades vid landningen mot isen och man tvingades överge den eftersom de saknade möjligheter att utföra reparationen. Man tömde tankarna på bensin som man förde över till Riiser-Larsen flygbåt, då hans återstående mängd bränsle inte skulle räcka till för att föra alla sex expeditionsdeltagarna åter till Svalbard. Eftersom drivis pressade ihop vaken drog man upp flygbåten på isflaket, därefter arbetade man fram till den 15 juli med att skapa en 500 meter lång yta som kunde användas till startbana. Alla sex klev ombord på den återstående flygbåten och den 16 juli landade man utanför Svalbards kust.  
När Amundsen ett år senare erbjöd Dietrichson att deltaga i luftskeppsexpedition med Norge avböjde han. 
I samband med Umberto Nobiles haveri med luftskeppet Italia 1928, deltog han i Amundsens räddningsförsök som utfördes med den franska flygbåten Latham 47. Man antar att flygbåten havererade runt den 18 juni 1928 utanför Bjørnøya. Inga spår efter flygbåten eller den sex man stora besättningen påträffades vid letandet.
Man reste en minnessten över Dietrichson i Ringerike.